# Географија Босне и Херцеговине
Босна и Херцеговина је смештена на југоистоку Европе, у западном делу Балкана. Укупна површина земље је 51.129 km². Граничи 932 km с Хрватском на северу, северозападу и југу, 312 km са Србијом на истоку и североистоку, и 215 km са Црном Гором на истоку и југоистоку. На југу Босне и Херцеговине, општина Неум излази на Јадранско море у дужини од 20 km. Границе Босне и Херцеговине у главном чине реке Дрина, Сава, и Уна.
Босна и Херцеговина се састоји од две географске и историјске целине: већег босанског дела на северу (око 42.000 km²) и мањег херцеговачког на југу. Босна је махом планинска земља, а исто се односи и на Херцеговину, са том разликом да је реч о различитим карактерима тла.
На северу се планинско подручје спушта у лагано-брежуљкасто подручје Посавине, односне даље претвара у Панонску низију. Динарски делови Босне простиру се од запада ка истоку. Херцеговину чине планинска (висока) и јадранска (ниска) Херцеговина, која ужим појасом између Неума и полуострва Клек избија и на Јадранско море. Значајна су и поља, односно заравни, које се пружају дуж највећих босанских река (Уна, Врбас, Босна, Дрина), од југа ка северу, односно у случају Неретве од севера ка југу.
13,60% површине Босне и Херцеговине је плодна земља а 2,96% земље се употребљава за пољопривреду, док 83,44% земље је за остало. Неки природни ресурси Босне и Херцеговине су угаљ, железо, боксит, манган, дрво, бакар, хром, цинк, и хидропотенцијал. Највиши врх Босне и Херцеговине је планина Маглић (2.386 m), док најнижи део земље је поред мора. Ретки земљотреси су једина озбиљна природна опасност у Босни и Херцеговини. Међу најважнијих проблема са природом су загађеност ваздуха из фабрика и крчење шума.
Клима Босне и Херцеговине је умерено континентална са топлим летима и хладним зимама. Подручја са великом надморском висином имају кратка хладна лета и дуге жестоке зиме. Приморје земље има благе кишовите зиме.
Главни град земље је Сарајево (пола милиона становника), а од већих градова се могу издвојити: Бања Лука, Тузла, Мостар, Зеница, Бихаћ, Приједор, Брчко, Травник, Требиње и Ливно.

## Геолошки састав
Еруптивне творевине Босне разноврсне су по старости и саставу. Палеозојска ера представљена је гранитима, порфирима, неким дијабазима, диоритима и др. Порфири су прилично распрострањени по терену створеном за време пермске периоде. Њихови широки изливи налазе се у Вратници и код Језера, где изгледају подељени у банке.
Мезозојску еру карактерише знатна вулканска активност. Дијабази, порфирити, диорити, еуфотити тријаске старости постали су углавном активношћу подморских вулкана. Стене вулканског порекла јурске старости, коју су такође обележиле велике ерупције вулкана, већином су се преобразиле у серпентин. Такве стене настале су и током већег дела кредне периоде и првог доба терцијара, док је најмлађе доба креде обележено ерупцијама трахитоликих стена: трахита (Маглај), андезита (Сребреница, Сикирача), дацита (Сребреница).
Највећа маса правих еруптивних стена сконцентрисана је у околини Сребренице. Она је подељена у неколико група које се простиру на неколико десетина километара дужине. Највеће су масе серпентина, а његове велике поворке по теренима од флиша удружене су на више места са еуфотитима. Из серпентина на више места избијају минерални извори. У њему су значајне руде хрома (Дубоштица, Криваја, Борје).
Херцеговина је махом састављена од кварцних кречњака. Ретких еруптивних творевина има код Јабланице на Неретви и представљене су габровима. На територији Херцеговине забележен је редак продор еруптива кроз кречњачке стене. Ради се о андезитима на ободу Дугог Поља, које се простире између Вран-планине и Чврснице.

## Највеће планине
- Маглић 2.386 м
- Волујак 2.336 м
- Чврсница 2.222 м
- Враница 2.110 м
- Прењ 2.103 м
- Трескавица 2.086 м
- Вран 2.074 м
- Бјелашница 2.066 м
- Лелија 2.032 м
- Зеленгора 2.014 м
- Цинцар 2.005 м

## Веће ријеке у БиХ
- Дрина - 346 км
- Сава - 945 км
- Неретва - 218 км
- Требишњица - 96 км
- Уна - 214 км
- Босна - 271 км
- Сана - 140 км
- Врбас - 240 км
- Усора - 77 км
- Врбања - 70 км
- Прача - 57 км
- Спреча - 112 км
- Укрина - 53 км
- Криваја - 65 км
- Јања - 53 км